# Кирвемааський ландшафтний заказник

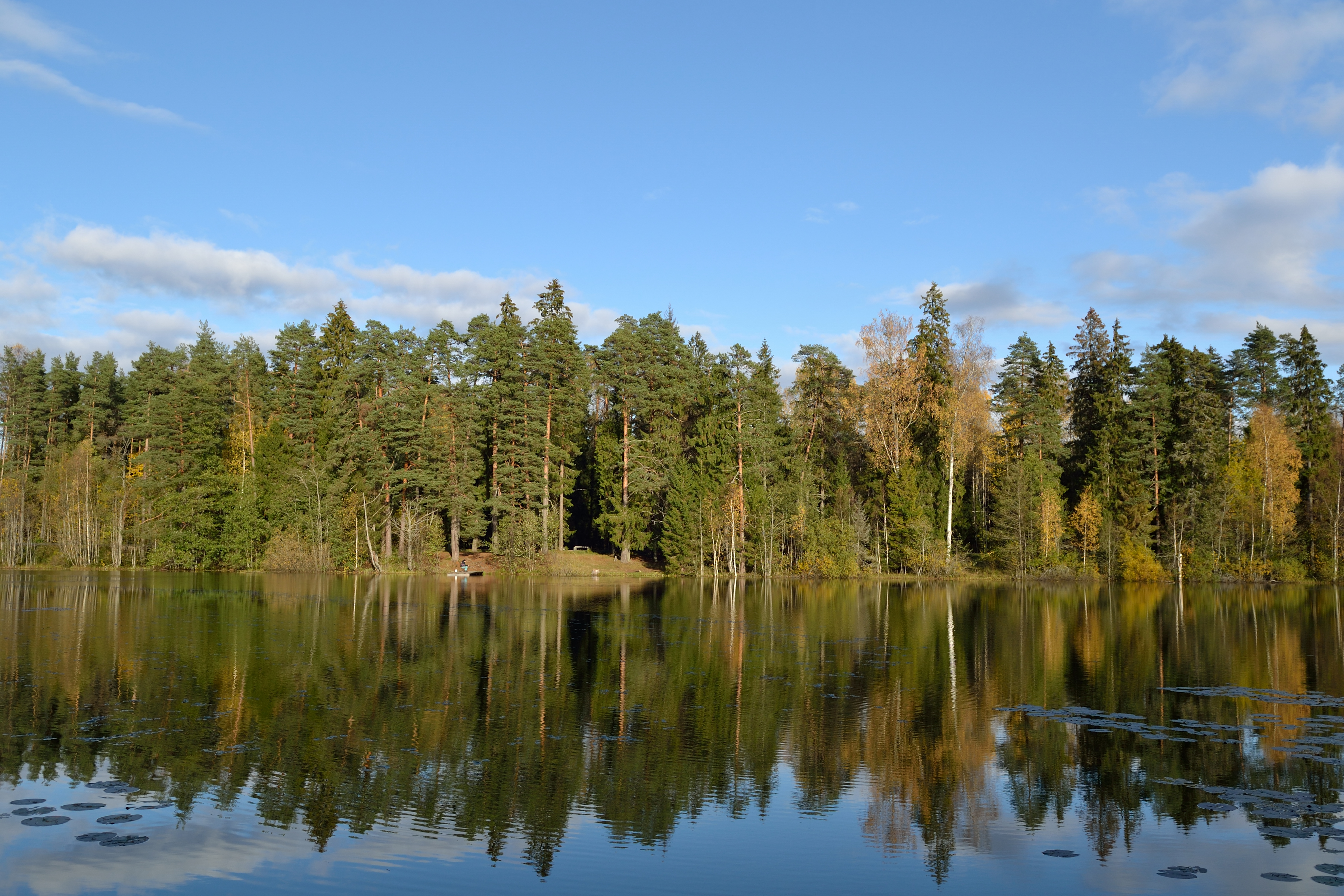

Кирвемаа́ський ландшафтний заказник відомий своїми унікальними пейзажами, мальовничою природою і різноманітністю тваринного і рослинного світу.
Ця місцевість на північному узбережжі Естонії давно уподобана прихильниками довгих прогулянок і наметового відпочинку на природі: високі пагорби, лісові хащі, озера і річки, красиві незаймані болота та безліч рідкісних тварин, птахів і рослин — відмінна можливість насолодитися чудовою природою Естонії!
Регіон Кирвемаа не має чітких меж, оскільки його мешканці мають свої переваги, хоча офіційні джерела і дають певні координати. Загалом, Кирвемаа простирається від Харьюського плато і Фінської затоки на північному сході до Пандівереської височини і річки Навести на південному заході, охоплюючи територію площею більше 3000 квадратних кілометрів.

## Ландшафти

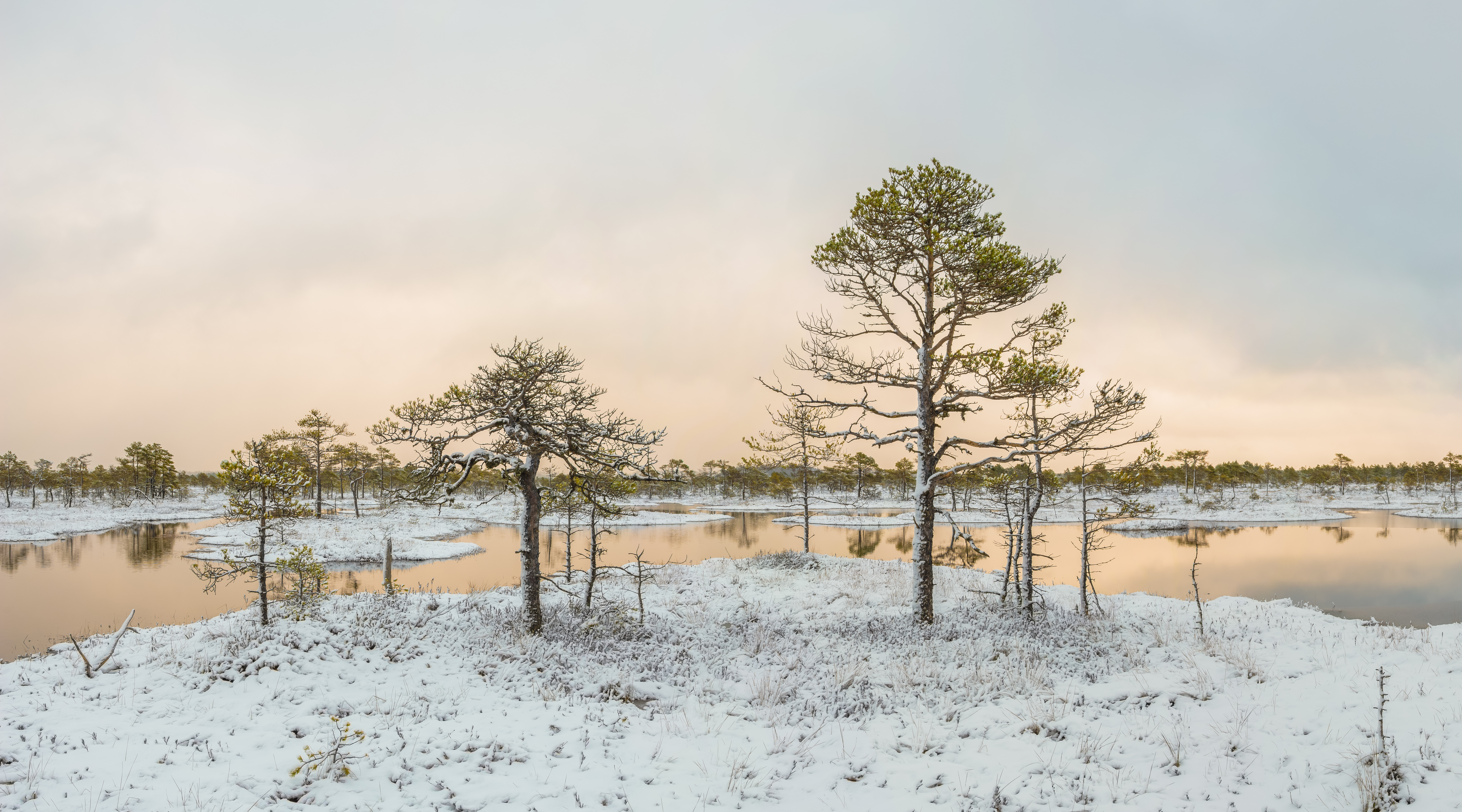

Восени і навесні тутешні річки стають повноводними і прискорюють свій біг — на поверхні землі і під нею. Кирвемааський (Ребаласький) карстовий район з глибокими і порожніми річковими руслами і наповненими водою підземними печерами — цікаве місце для огляду в сухі літні місяці.
Люди в основному приїжджають в Кирвемаа, щоб помилуватися унікальними красивими пейзажами — пагорбами, долинами, ескерами, болотами, озерами … Основними характерними рисами природи в Кирвемаа є льодовикові відкладення і озерно-льодовикові рівнини, нерідко покриті болотами і, меншою мірою, трясовина. На радість відпочиваючим стежки і дощаті доріжки серед лісів і боліт. Тут так цікаво підійматися на численні пагорби, а досвідченіші туристи можуть відправлятися в мандрівки по дорогах, що ведуть в саму глушину піщаних пагорбів.
Легенда свідчить, що Калевіпоег (тобто син Калева, головний персонаж однойменного естонського національного епосу, велетень) орав своє поле, коли напали вовки і вбили його білого коня. Могилу коня тепер називають горбом Валгемягі (Біла гора) — це найвище місце в Кирвемаа, 107 м над рівнем моря. Місцевий горбкуватий ландшафт — це не зоране до кінця полі Кальовіпоега.
У Кирвемаа є понад 100 різноманітних озер, причому деякі з них абсолютно дикі, а за іншими доглядають органи місцевого самоврядування. Два водосховища, Соодлаське і Паункюласько, є мальовничими місцями відпочинку і навіть згадані в творах естонської літератури. Річка Соодла приваблює рибалок, а ліси навколо Паункюла — ідеальне місце для грибників, тут можна зібрати багато білих грибів, лисичок і груздів.
На річці Валгейигі з безліччю закрутів є боброві греблі і невеликі пороги: візьміть напрокат каное або байдарку й рушайте в захоплюючу подорож! Новачкам краще попросити показати їм легкі маршрути, а досвідчені веслярі можуть випробувати свої навички та витривалість у 2-3-денних водних подорожах, досягнувши, урешті-решт, моря та прилеглих островів.
Спостережна вежа на вершині пагорба Валгемягі — найзручніше місце для огляду відразу всього Кирвемаа. Навесні звідси відкривається спокійний вигляд у світло-зелених тонах, а восени перед нами постає прекрасна буйство фарб.

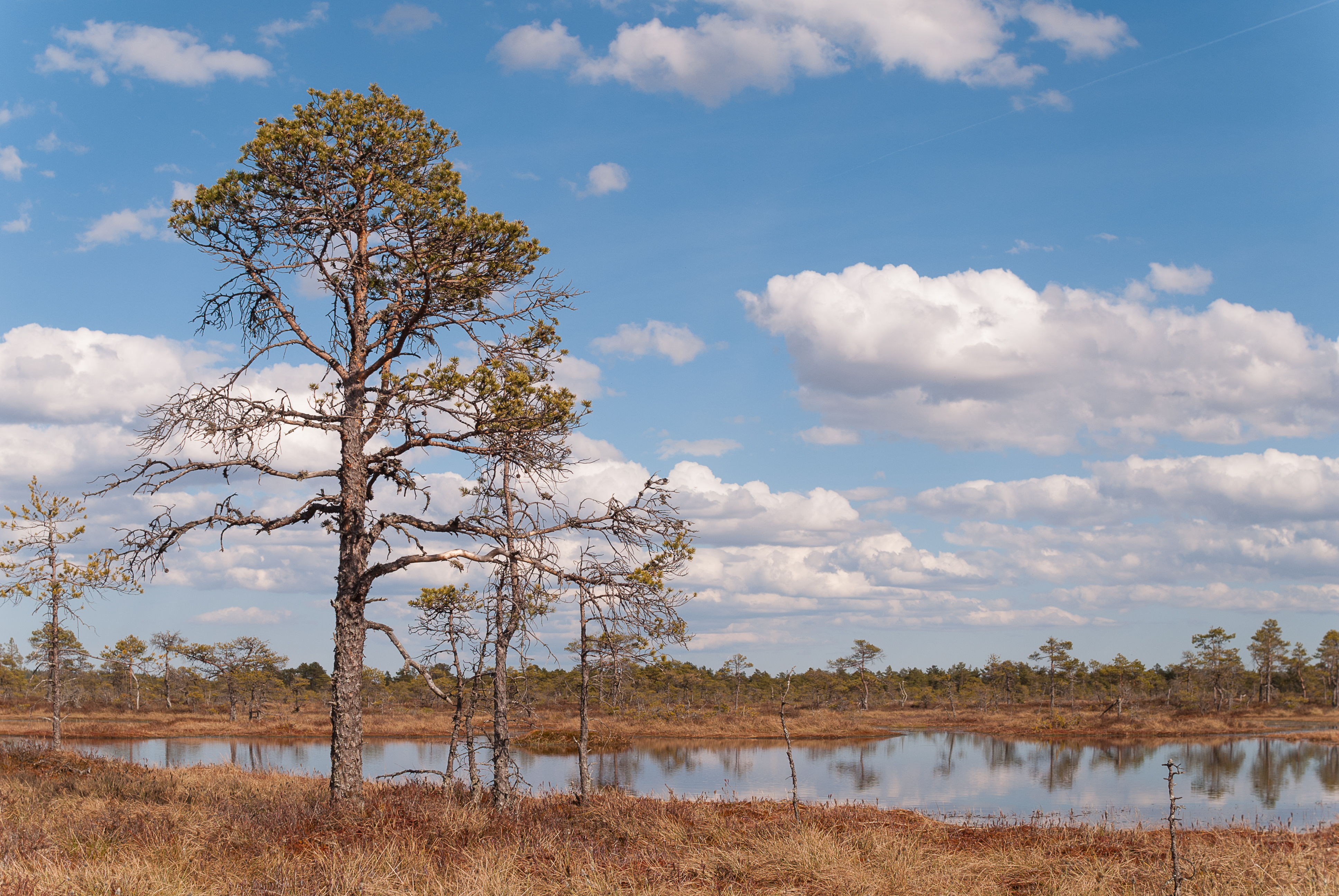
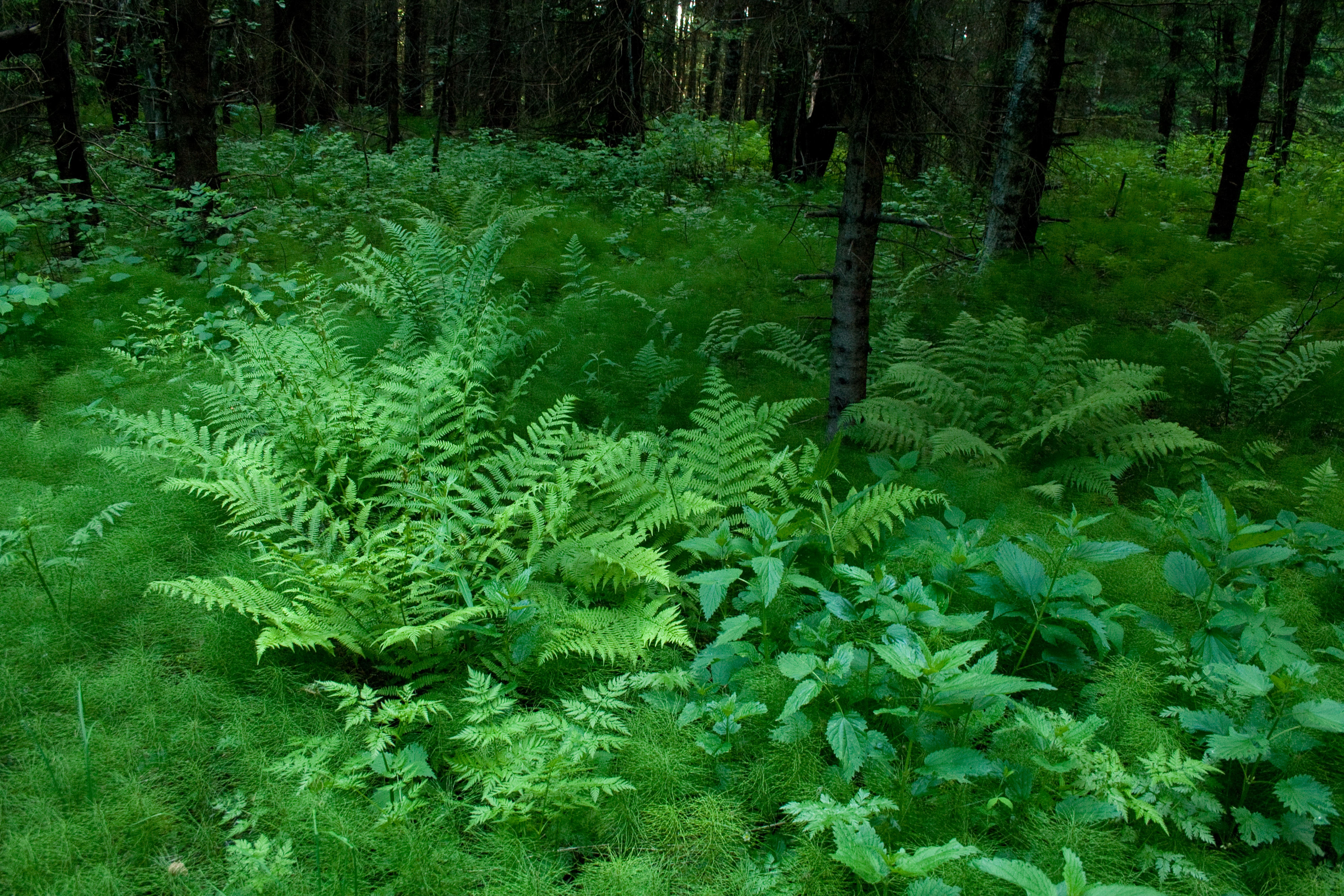
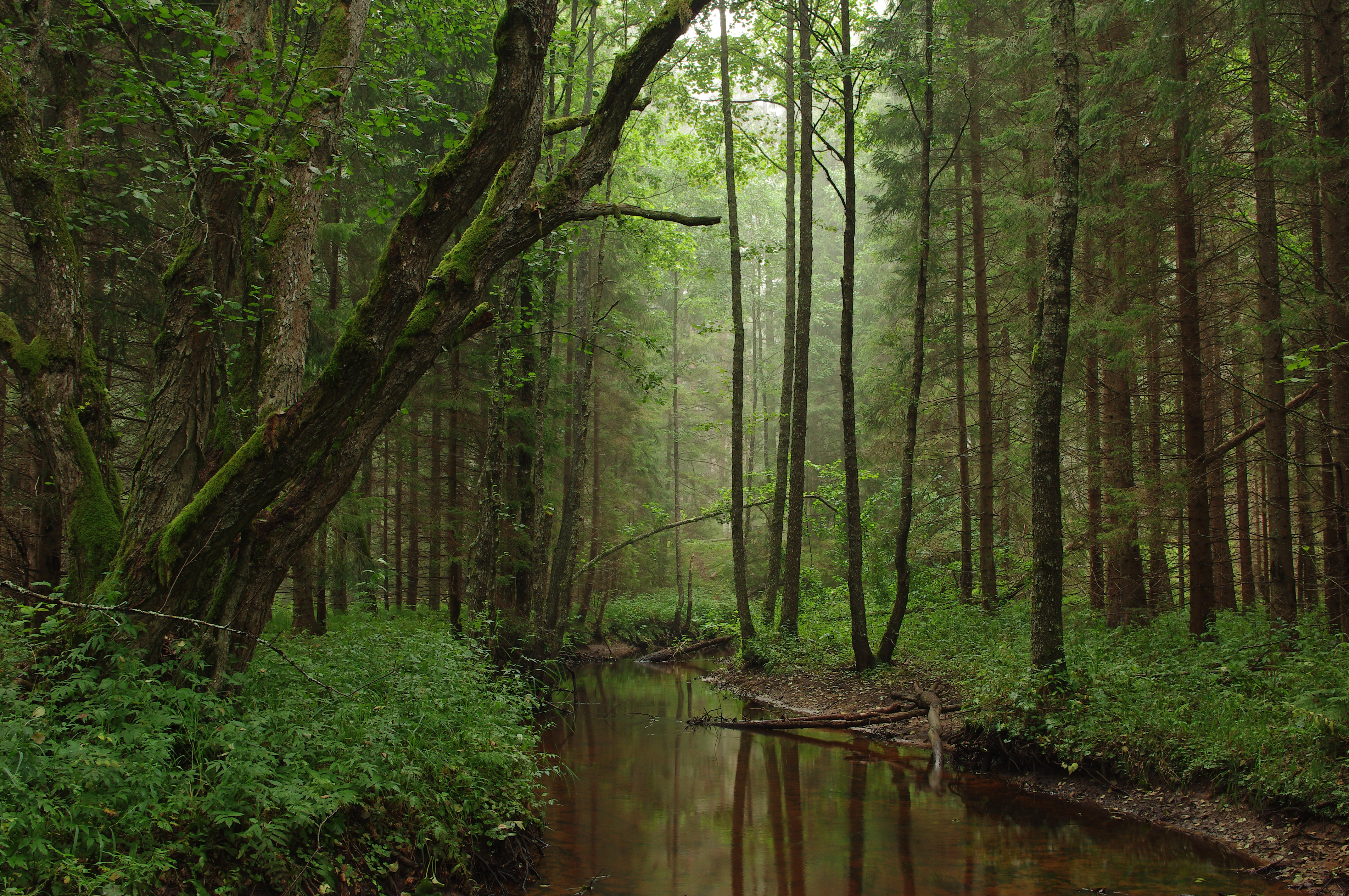
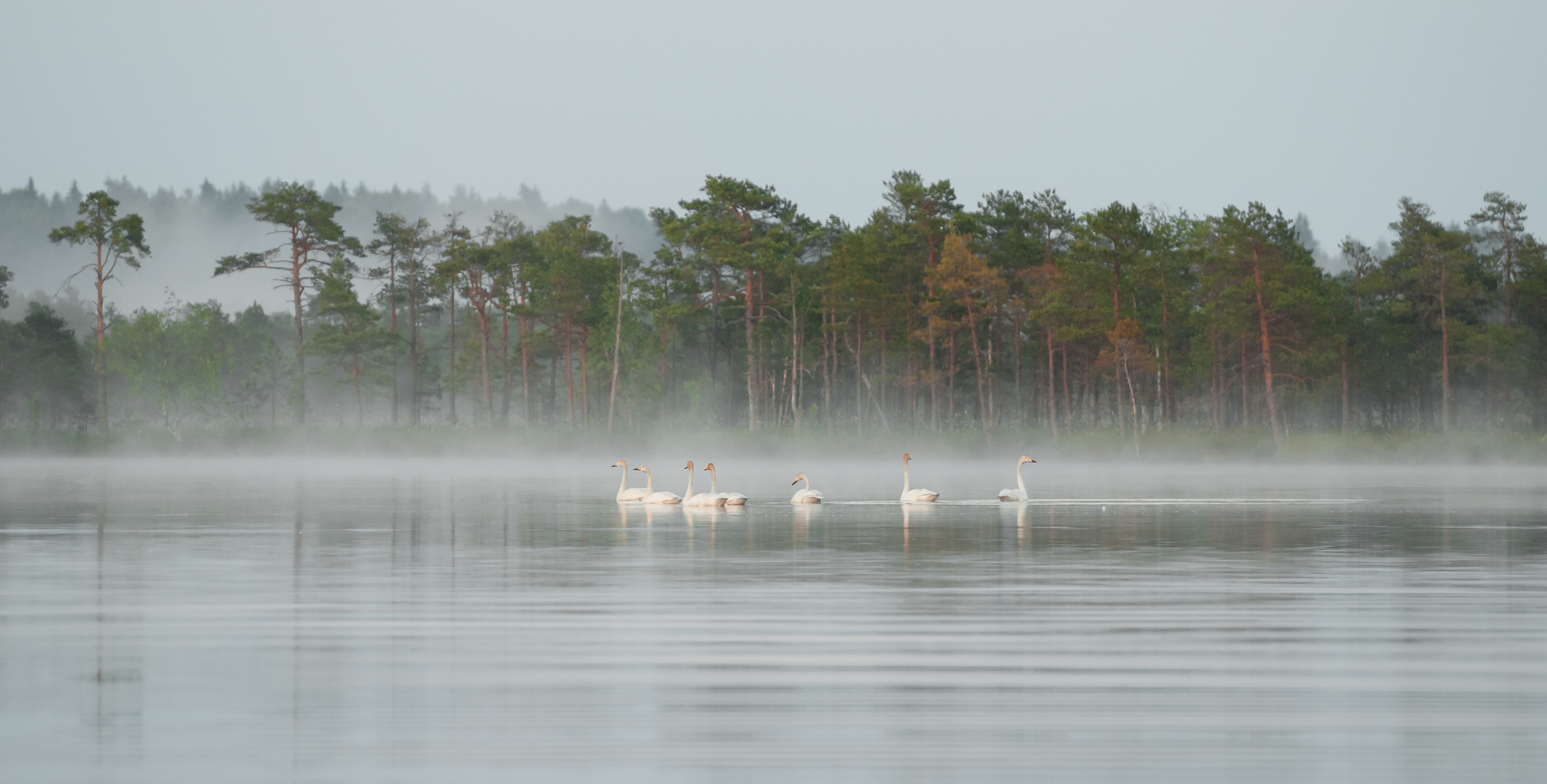

## Флора і фауна

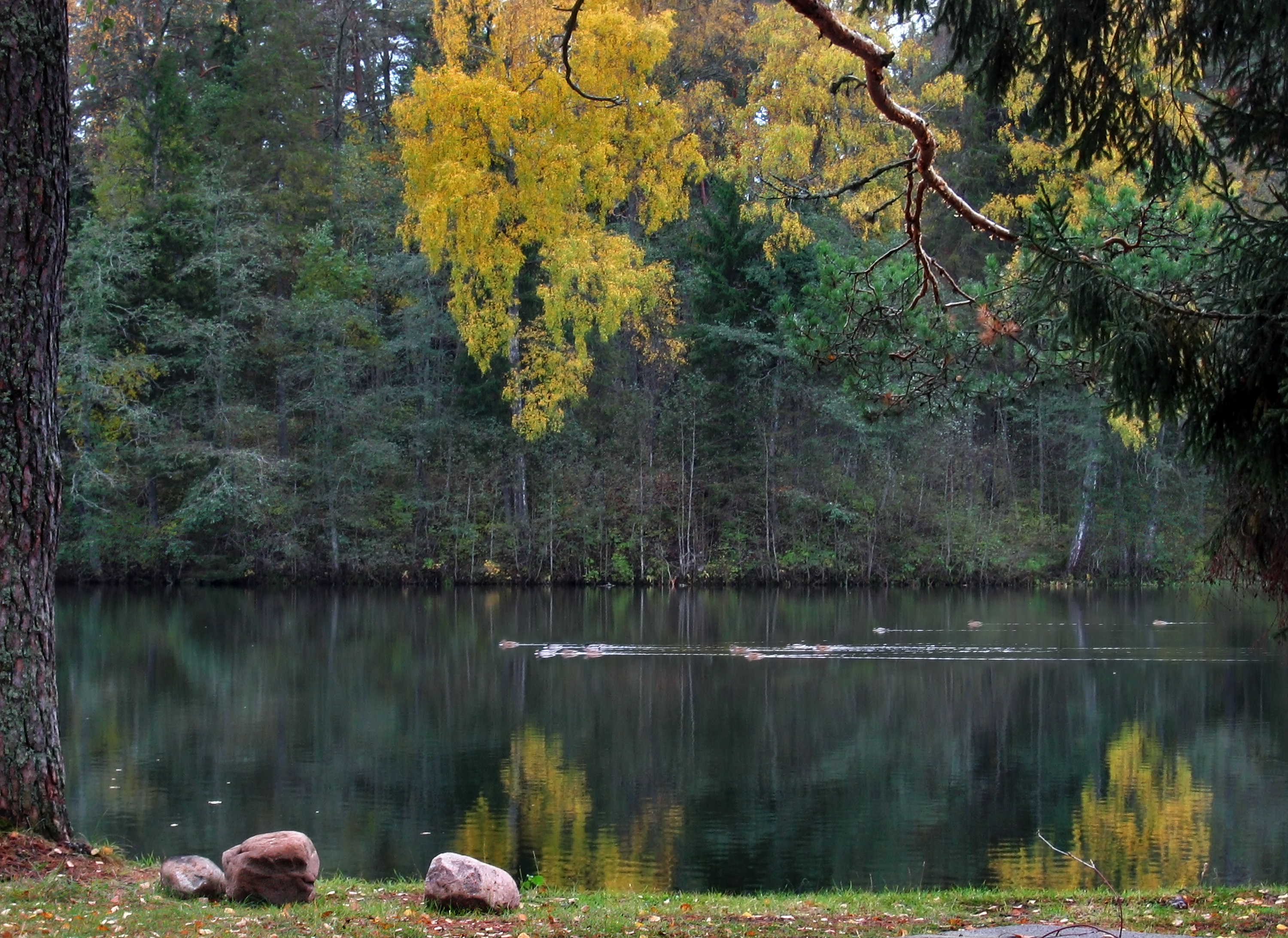

Місцеві флора і фауна нітрохи не менш гарні, ніж ландшафти в Кирвемаа — це природне середовище проживання ряду рідкісних і охоронюваних видів. В останні роки тут було виявлено 23 різних види орхідей. Птахи багатьох рідкісних видів прилітають в Кирвемаа для виведення потомства, серед них — беркут, малий підорлик та чорний лелека. На затишних лісових луках збираються тетеруки для виконання своїх весільних обрядів — складних танців під акомпанемент родичів і боїв з розпусканням крил і шумом хвостів на весняних світанках і заходах.
Восени в Кирвемаа приїжджають багато фотографів і просто любителі природи: навіть якщо не вдасться побачити і сфотографувати рись, ведмедя або вовка, то в цих лісах і болотах з їх насиченими барвами осені будь-яка людина зазнає естетичної насолоди від єднання з природою.
Насолодіться видом з Сімісалускої наглядової вежі, залізьте на Венемяеські пагорби і прогуляйтеся по дощаній доріжці через Киннуське болото: лише дика природа з багатим тваринним світом і різноманітними пейзажами уміє по-справжньому знімати стрес!
Хочете відчути себе справжнім місцевим жителем? Орендуйте баню на всю ніч, пригостіться традиційними стравами в місцевих туристичних хуторах або просто відчуйте близькість до природи в кемпінгах з самообслуговуванням, що надаються Центром управління державними лісами в Естонії.
1. ↑  Реєстр довкілля Естонії